# (3860) Пловдив
(3860) Пловдив (лат. Plovdiv) — типичный астероид главного пояса, который принадлежит к светлому спектральному классу S. Он был обнаружен 8 августа 1986 года бельгийским астрономом Эриком Эльстом и болгарским астрономом Виолетой Ивановой в обсерватории Рожен и назван в честь крупного болгарского города Пловдив.

Орбита астероида Пловдив и его положение в Солнечной системе